# Andrea Kerbaker
Andrea Kerbaker (Milão, 1 de outubro de 1960) é um escritor italiano.

## Vida
Casado e pai de três filhos, Andrea trabalha desde 1985 na área de comunicação, em grandes empresas, incentivando projetos culturais. É tradutor de livros em diversas línguas e colaborador do jornal Corriere della Sera.
Estreou como escritor em 1996 com o livro Fotogrammi. Ganhou o prêmiou Bagutta em 1997 por Pater Familias.